# Basist
Un basist este un interpret muzical care cântă la un instrument specializat pe registrul grav (jos). De regulă, denumirea este dată contrabasiștilor și chitariștilor de chitară bas (care numai foarte rar sunt numiți „chitariști”). În cazul interpreților la contrabas, denumirea aparține limbajului colocvial (pentru un contrabasist de pregătire clasică) sau chiar a celui specific (în cazul muzicii de jazz – de aceea, în mediul respectiv deseori se creează confuzii între cele două instrumente).

## Imprecizia conceptului
În sine, termenul basist, de altfel imprecis folosit, se datorează preluării unei obișnuințe cu privire la denumirea instrumentelor. Pentru contrabas, limbajul oral renunță adeseori la prefixul „contra-” (plasat în denumire cu scopul de a indica registrul folosit – contrabas, mai grav decât registrul bas). În cazul chitarei bas, greșeala este una de proporții mai mari, ea fiind conținută chiar în numele instrumentului, care sugerează un registru diferit de cel folosit în realitate. Din familia chitarelor, cea propriu-zisă este de încadrat în registrul bas, în vreme ce așa-numita „chitară bas” acoperă registrul contrabas (ambitusul este identic cu cel al instrumentului înrudit cu arcuș).
Având în vedere totuși că eroarea se produce de ambele părți, se creează o bizară corespondență la nivel terminologic (deși contrabasistul și interpretul la chitară „bas” cântă amândoi la instrumente de registru contrabas, ambii sunt numiți basiști!) care atrage în sfera semnificațiilor cuvântului referiri la interpreții unor alte instrumente de registru contrabas. Astfel, nu fagotistului i se va spune basist, ci contrafagotistului.

## Instrumentiști vizați
Mai jos sunt amintiți interpreții care sunt catalogați ca „basiști” în diverse ansambluri instrumentale. Pentru cei mai mulți dintre aceștia, după cum se va vedea, nu există un nume distinctiv. Criteriul de ordonare în listă este cel alfabetic.
- Interpret din blockflöte contrabas (există două instrumente care poartă acest nume)
- Chitarist la chitară bas
- Contrabasist
- Contrafagotist
- Fagotist
- Flautist la flaut contrabas
- Oboist la oboi contrabas
- Saxofonist la saxofon contrabas
- Trombonist la trombon contrabas
- Tubist
- Violone